# 塞席爾軍事
塞席爾軍隊（Military of Seychelles）是世界上最小的國防軍事力量之一，共有軍事人員450人，包括陸軍，海岸防衛隊（包括海防航空部隊），總統衛隊和警察單位（包括特種警察部隊）。服兵役不是強制性的。塞席爾的軍事開支在2005年為1,485萬美元，占GDP的2.1％（2005）。

## 軍事部門
- 陸軍
- 海岸防衛隊
  - 海防航空部隊
- 總統衛隊
- 警察單位
  - 特種警察部隊

### 主要裝備

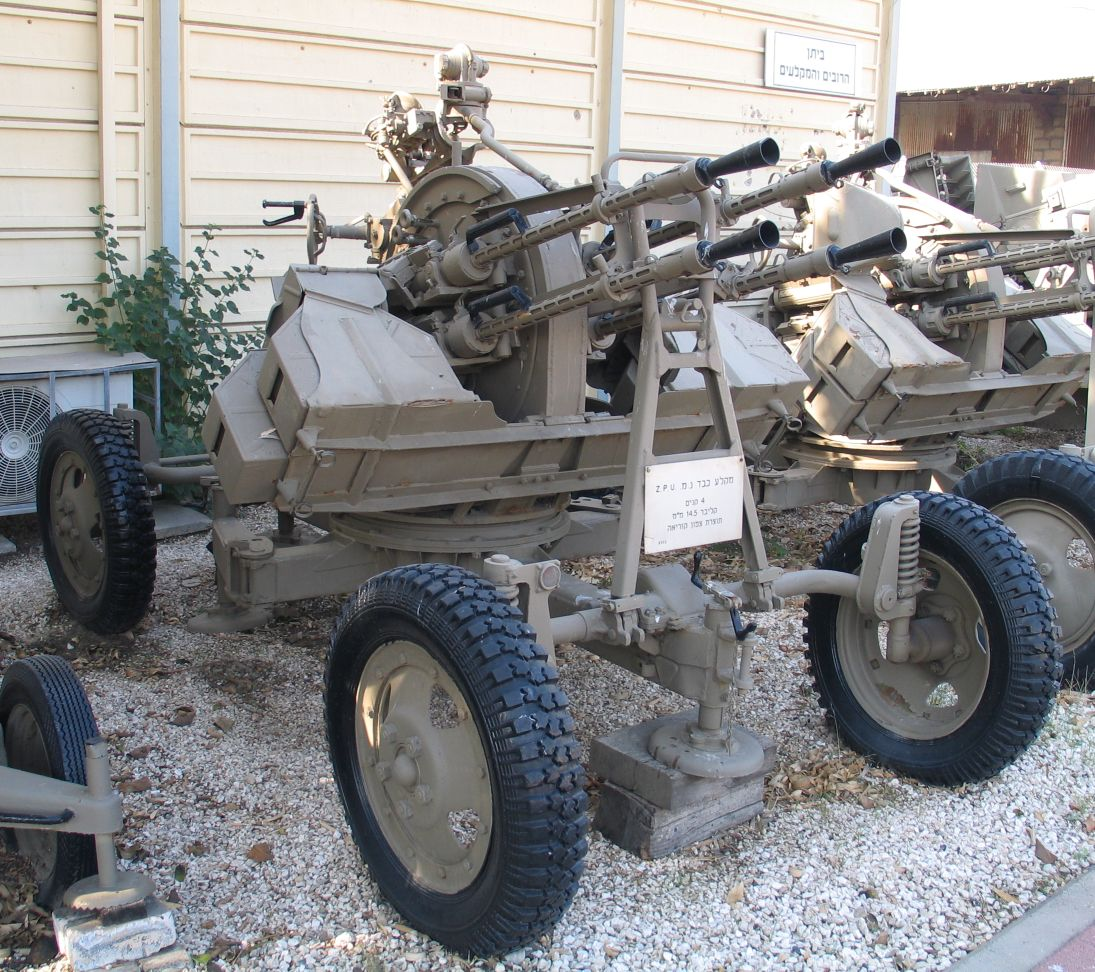
ZPU-4 防空機砲

- 陸軍
  - AK-47突击步枪
  - ZPU-4防空機砲（英语：ZPU-4）
  - 高射炮
- 海岸防衛隊
  - FPB-42巡邏艇X1
  - Zhuk巡邏艇X1
  - 其他巡邏艇X7